# Rusty Lake Roots
Rusty Lake: Roots (с англ. — «Ржавое озеро: Корни») — компьютерная игра в жанре point-and-click-квеста, разработанная и изданная студией Rusty Lake в 2016 году для Windows, Macintosh, Android и iOS.

## Игровой процесс
Rusty Lake: Roots рассказывает историю семьи через маленькие фрагменты их жизни. Она разбита на 33 отдельных виньетки, расположенные на псевдогенеалогическом древе. Каждая часть игры представляет собой небольшую головоломку. В Rusty Lake: Roots необходимо взаимодействовать с объектами, чтобы продвигаться вперёд. В игре нет подсказок.

## Критика
| Сводный рейтинг    | Сводный рейтинг |
| Агрегатор          | Оценка          |
| ------------------ | --------------- |
| Metacritic         | 75/100          |
| OpenCritic         | 73/100          |
| Иноязычные издания |                 |
| Издание            | Оценка          |
| Gamezebo           | [ 7 ]           |
| Pocket Gamer       | [ 4 ]           |
| GameGrin           | 7/10            |
| PC World           | [ 3 ]           |

Игра получила преимущественно положительные отзывы, согласно сайту агрегации отзывов Metacritic.

### Продажи
Летом 2018 года, благодаря уязвимости в защите Steam Web API, стало известно, что точное количество пользователей сервиса Steam, которые играли в игру хотя бы один раз, составляет 103 841 человек.
На сайте разработчика количество пользователей сыгравших хотя бы раз в Rusty Lake: Roots составляет более 589 тысяч человек.